# 巴刹广场
巴刹广场（直译为“美丹巴刹”，又稱舊市場廣場），位於市中心，原本是吉隆坡的開荒者－葉亞來所打造的吉隆坡最早的市集，也是吉隆坡最早開發的地段之一。在馬來西亞獨立之前，這裡一直是熱鬧的商業市集廣場，經歷了百年，舊市場的痕跡已消逝帶進，唯廣場兩側仍保留英國殖民時期遺留下來的三層百年建築，見證當年的風華。目前這裡已成為市中心主要的巴士轉運站及觀光景點。

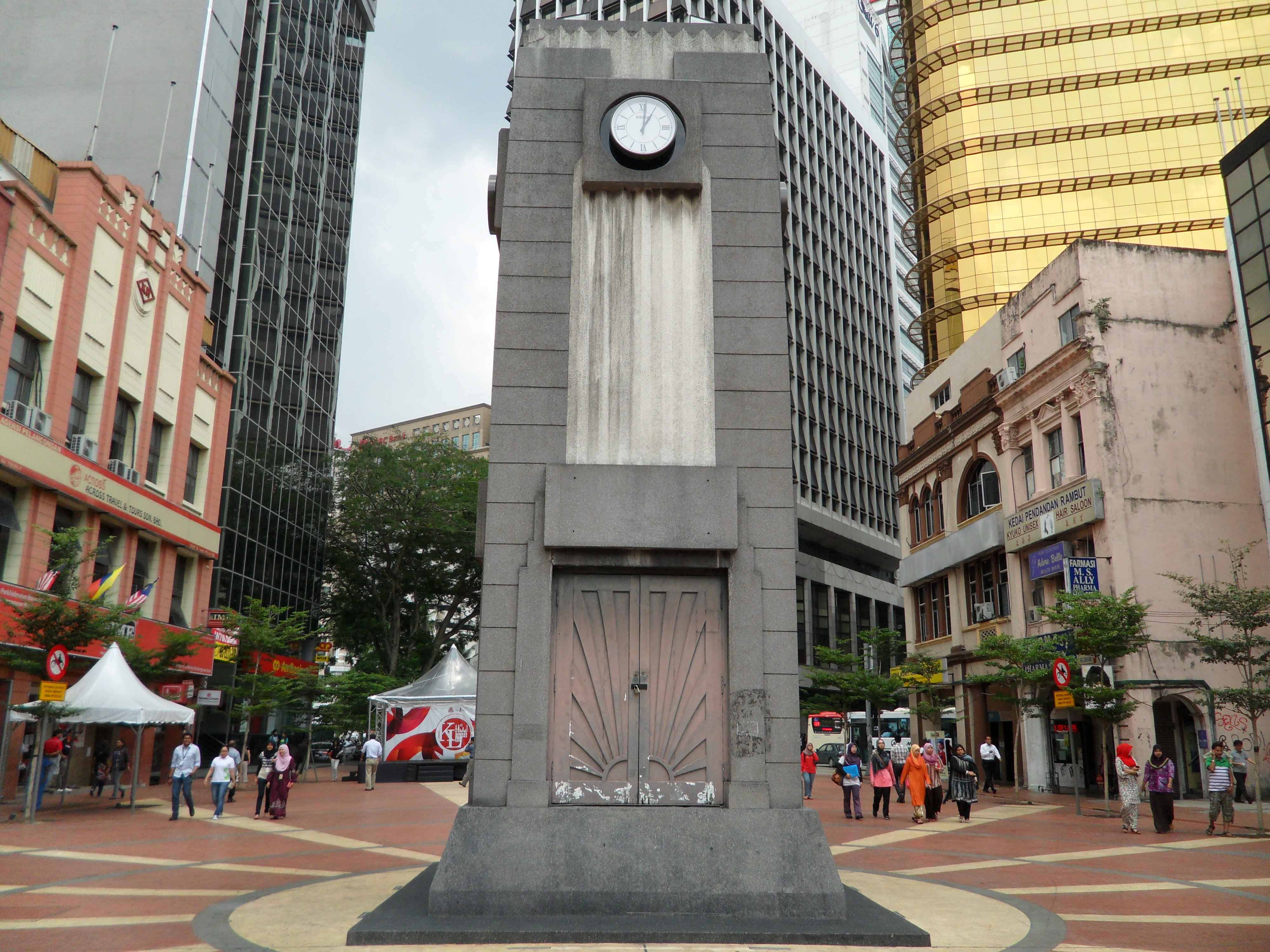
為紀念英王喬治六世登記而建的鐘樓

## 歷史
吉隆坡最早開發的地方是巴生河及鵝唛河河交匯的東岸地區，在雪蘭莪內戰（1867-1873年）之前，吉隆坡市中心的範圍只是在巴刹广场一帶。根據英國歷史學者J.M.Gullick在其著作——《吉隆坡之史》（A History of Kuala Lumpur）便提出1870年代葉亞來治理時期的<吉隆坡街道圖>，該地圖即以舊市場廣場（即今日的巴刹广场）為中心，而葉亞來的住宅位於市場的南端，其住家前面的道路被命名為市場街（Market Square），市場街跨越至巴生河西岸（今日獨立廣場一帶），是當時吉隆坡對外物流及連結至巴生的主要道路。市場街北邊則有道路往東通往至半山芭，往北通往安邦的錫礦場，南邊則通往茨廠街，成為早期吉隆坡人口聚集之地。葉亞來在市場街一帶建有一座傳統市場及賭場，圍繞市場周圍則有鴉片館、中藥行、五金行、當鋪、妓院等，是當時礦工的生活及休閒去處。
英國在1876年開始在雪蘭莪實施參政，在1880年更把行政中心遷往鄰近礦區的吉隆坡，初期英國殖民政府與葉亞來共同治理吉隆坡。當時的舊市場，在英國人眼裡是髒亂的根源，在1882年瑞典咸（Frank Swettenham）擔任參政司時，為拓展英殖民政府的勢力，便向葉亞來徵收市場，然而找到拒絕，於是瑞典咸以衛生問題為由，加上海峽殖民地總督的調節，判決葉亞來需交出相關土地及週邊建築，只將市場保留給葉亞來，直到他去世為止。在葉亞來去世後，英殖民政府就拆除市場及周圍建築，於1888年在距離原市場距離約150公尺的南邊，建立了規模更大且符合衛生環境的中央市場（Central Market），原本舊市場的土地保留作為廣場，命名為舊市場廣場（Old Market Square），成為市區中難得的開放土地，也顯示吉隆坡的歷史，從華人管制至英國人的轉變過程。
在1907年，英國建築師A. C. Hubback以華麗的新古典主義為舊市場廣場旁的老建築裝潢，在外牆配上各種花飾圖樣，更加凸顯英殖民建築的風格。廣場的正中央有一座古老的鐘樓，是1937年為了紀念喬治六世登基而豎立於此。鐘樓下方有著旭日發光的圖騰，象徵著日不落帝國的世界霸權，也成為吉隆坡市中心的地標之一。

## 巴士终站
因巴刹广场位於吉隆坡市中心，距離各景點（如：獨立廣場、占美清真寺、茨廠街、中央藝術坊等）及主要交通據點（如:格拉那再也線的中央藝術坊站、安邦線的人民广场站、吉隆坡站）都在步行的距離範圍內，且鄰近金融機構密布，商業活動繁盛。在20世紀中葉，開始有許多穿行於巴生谷一帶的市區巴士紛紛以巴刹广场作為路線的終點站，因此這裡成為吉隆坡市中心主要的巴士總站之一。在20世紀初，隨著吉隆坡市政局在吉隆坡市郊周圍設立多個巴士轉乘站，加上市區人口外移，以及美化工程導致周邊道路的路幅縮小，使得巴刹广场作為主要巴士轉乘中心的地位略有下降，但目前仍有為數不少的短途巴士路線仍以這裡作為終點站，部分也转移至新的富都口巴士终站（Hab Lebuh Pudu）。

## 外籍移工聚集
1980年代中期，馬來西亞因工業化政策開放勞力市場，需要廉價勞動力，因此開始大量從鄰近國家引入外勞，美丹巴剎一帶得益於其交通樞紐的地位，加上鄰近地區有許多大型建設工程，以及當地原本居住的人口及店家開始逐漸外移至蕉賴、蒲種、甲洞（等外圍地帶，舊城區老舖漸漸式微。因此週末及假日都會有許多的外籍移工前往美丹巴剎一帶，並進駐周圍原本空置的店家，經營匯鈔、手機通訊、服飾、美髮、家鄉食品等行業，也在周圍的街道擺地攤。在此聚集的以孟加拉、尼泊爾等地的勞工居多，因此周圍一帶也被吉隆坡人俗稱為「孟加拉市集」。

## 美化工程
自2013年起，為吸引觀光客及增加吉隆坡舊城區的活力，吉隆坡市政局開始為舊城區進行設施提升及美化工程，美丹巴剎廣場一帶亦為重點塑造區域，因此在此增設不少休憩設施及綠樹，提供民眾及遊客一個適合行走及休憩的環境，包含多條古蹟步道（Heritage Trail），讓市民了解吉隆坡的發展歷史。同時也定期在周圍與藝文團體舉辦一系列的藝文活動，以增加此區的活力。

## 圖片集

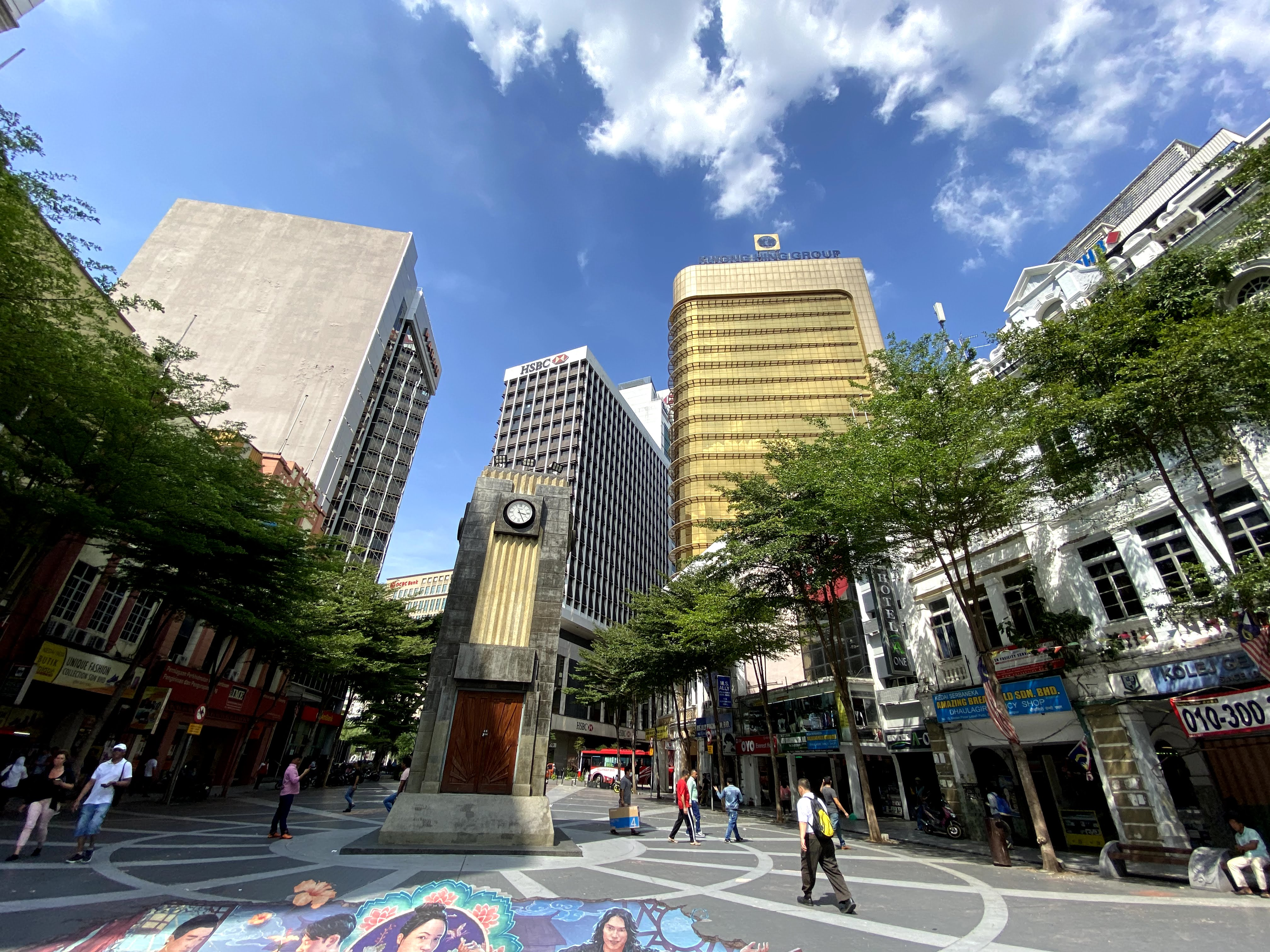
巴剎廣場
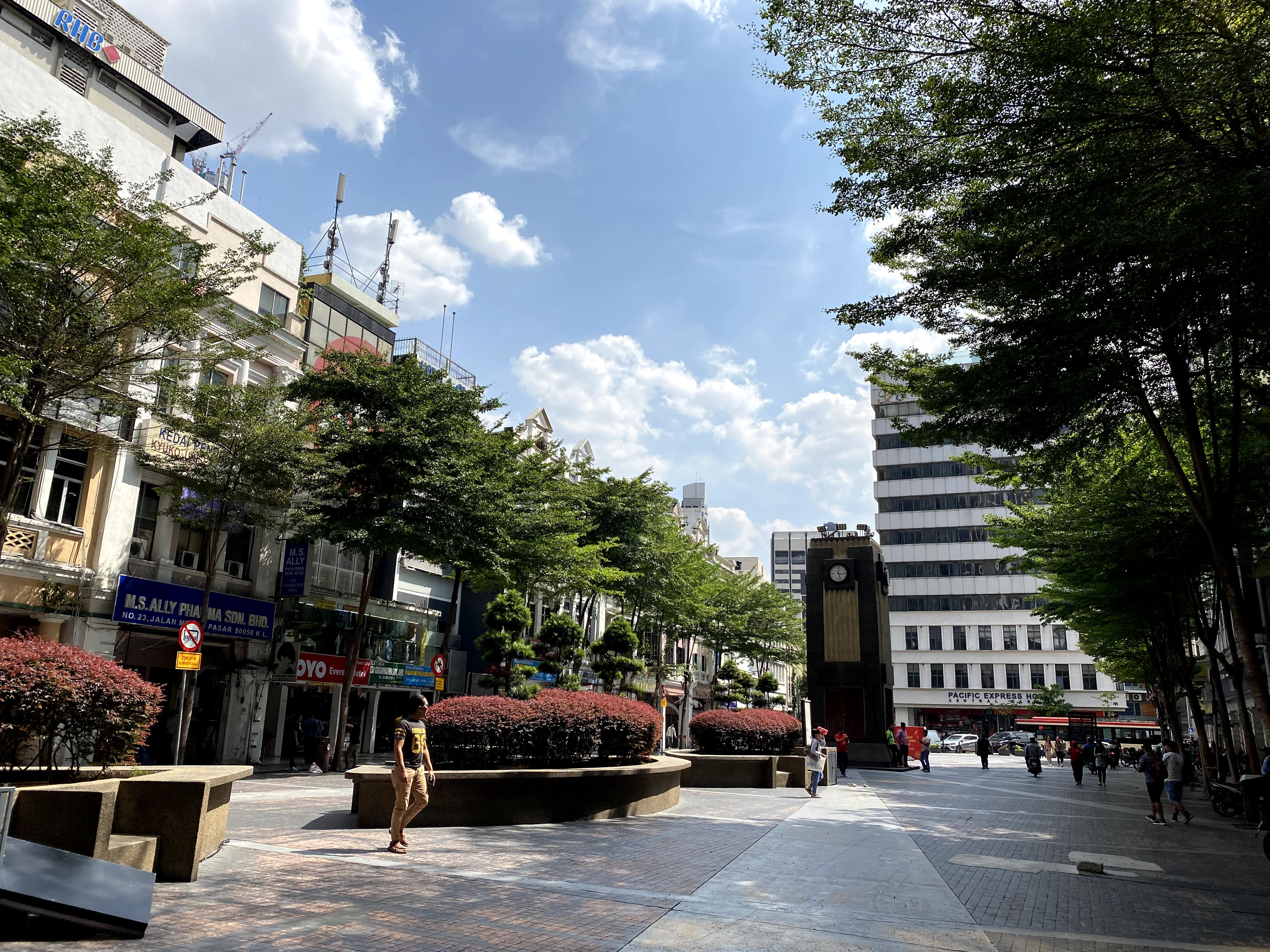
巴剎廣場
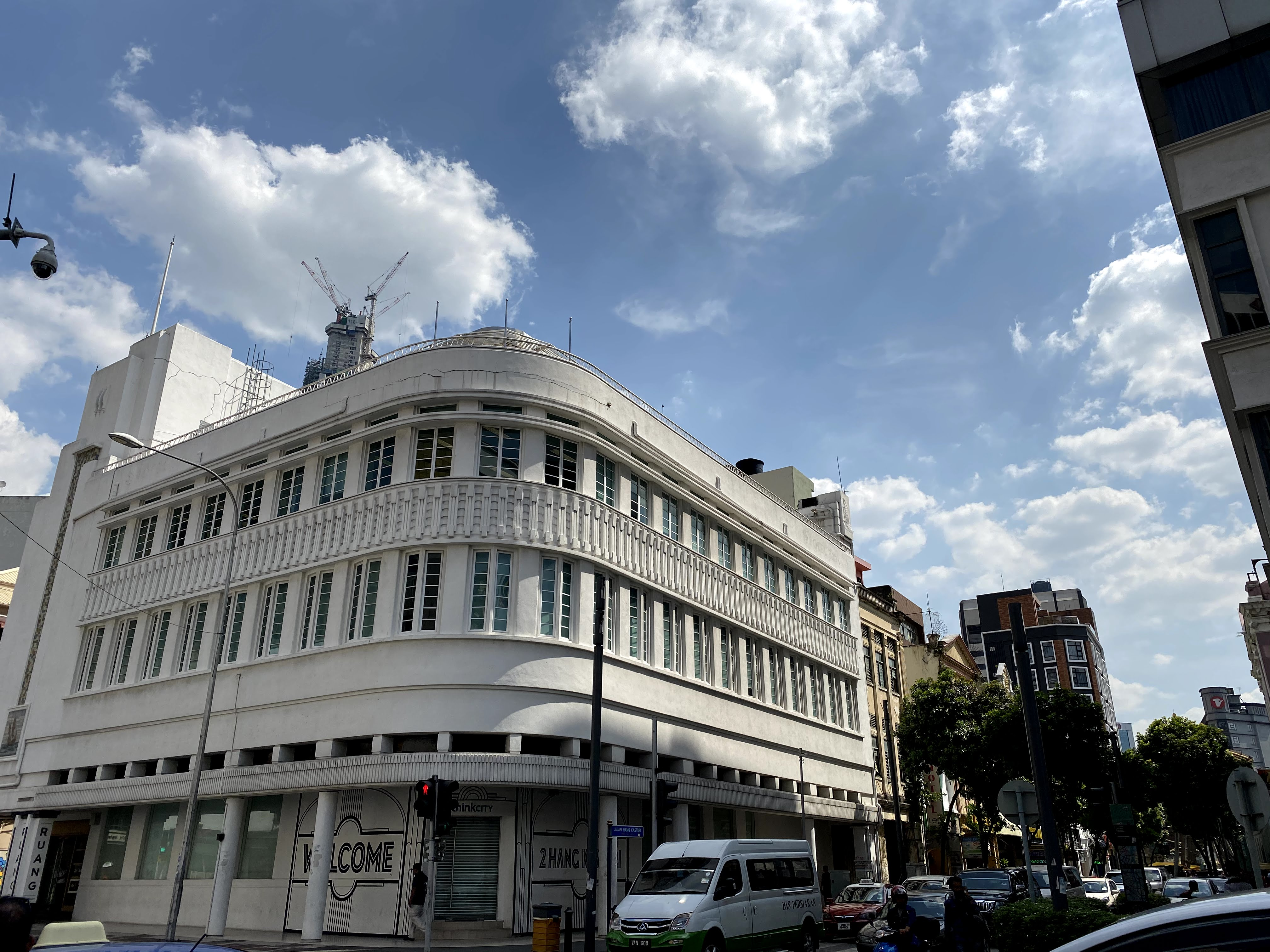
巴剎廣場旁的古蹟，前身為華僑銀行所用，現已該做展覽用途
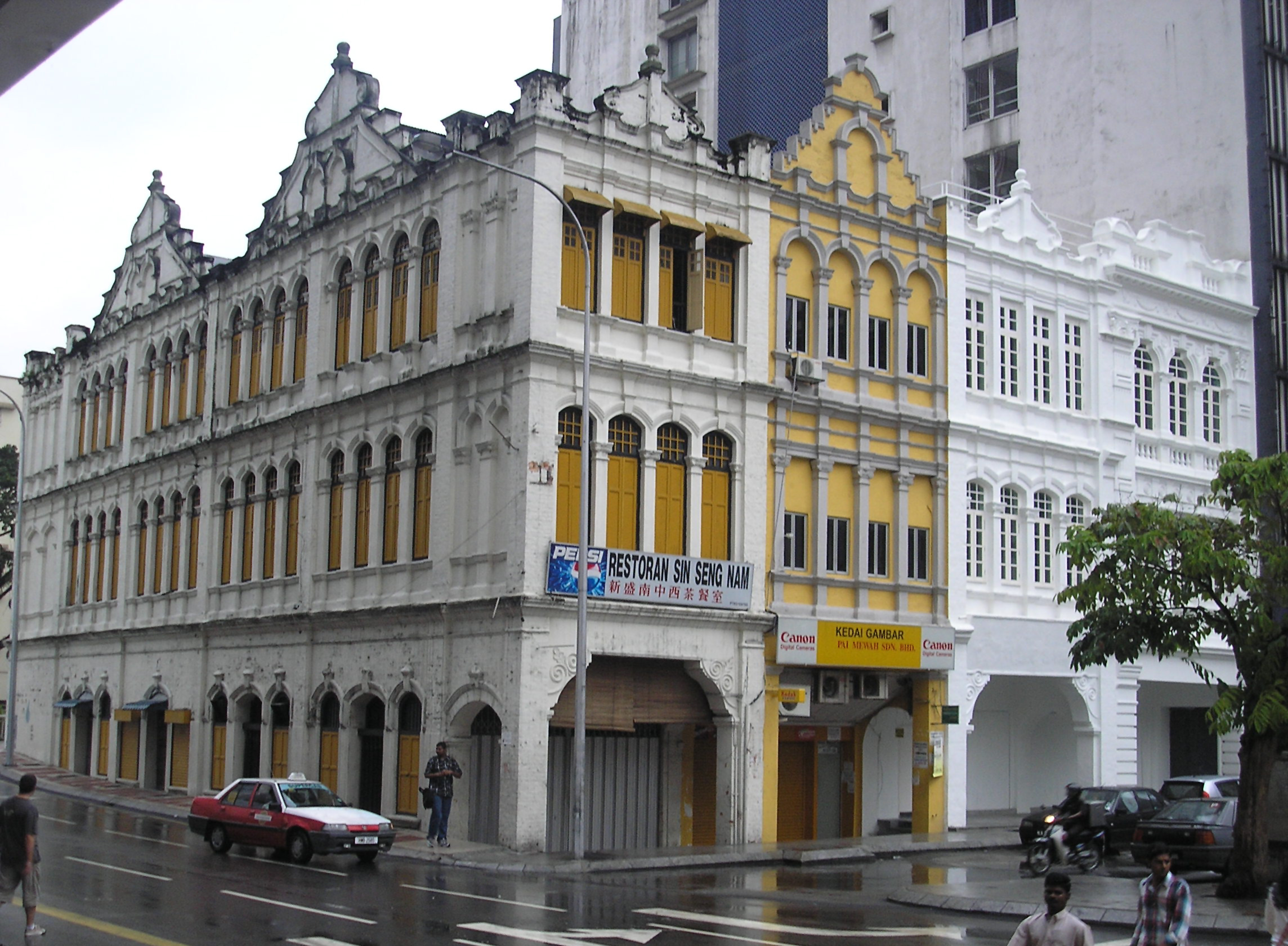
佇立在巴刹广场的三層百年建築
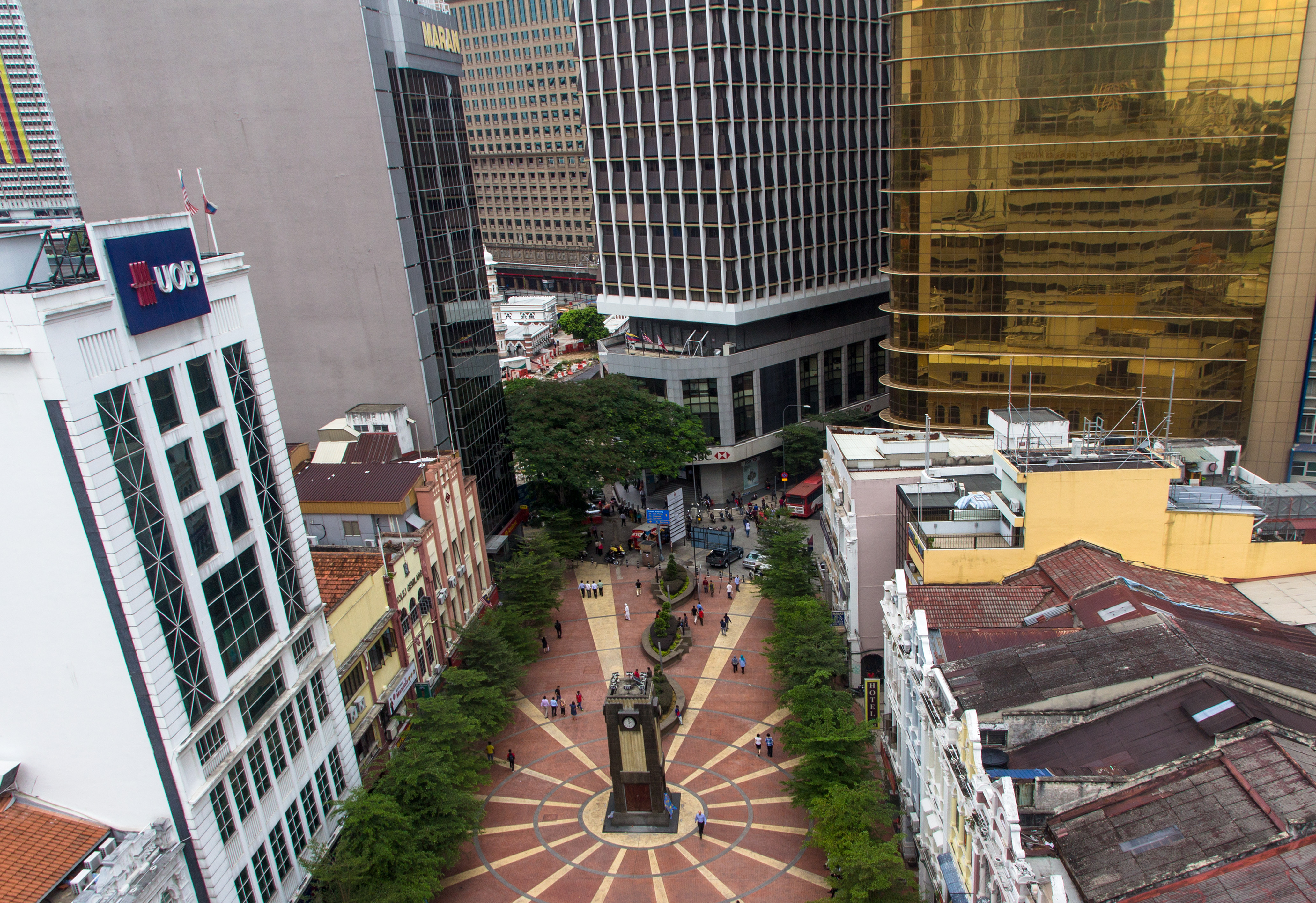
鳥瞰巴刹广场
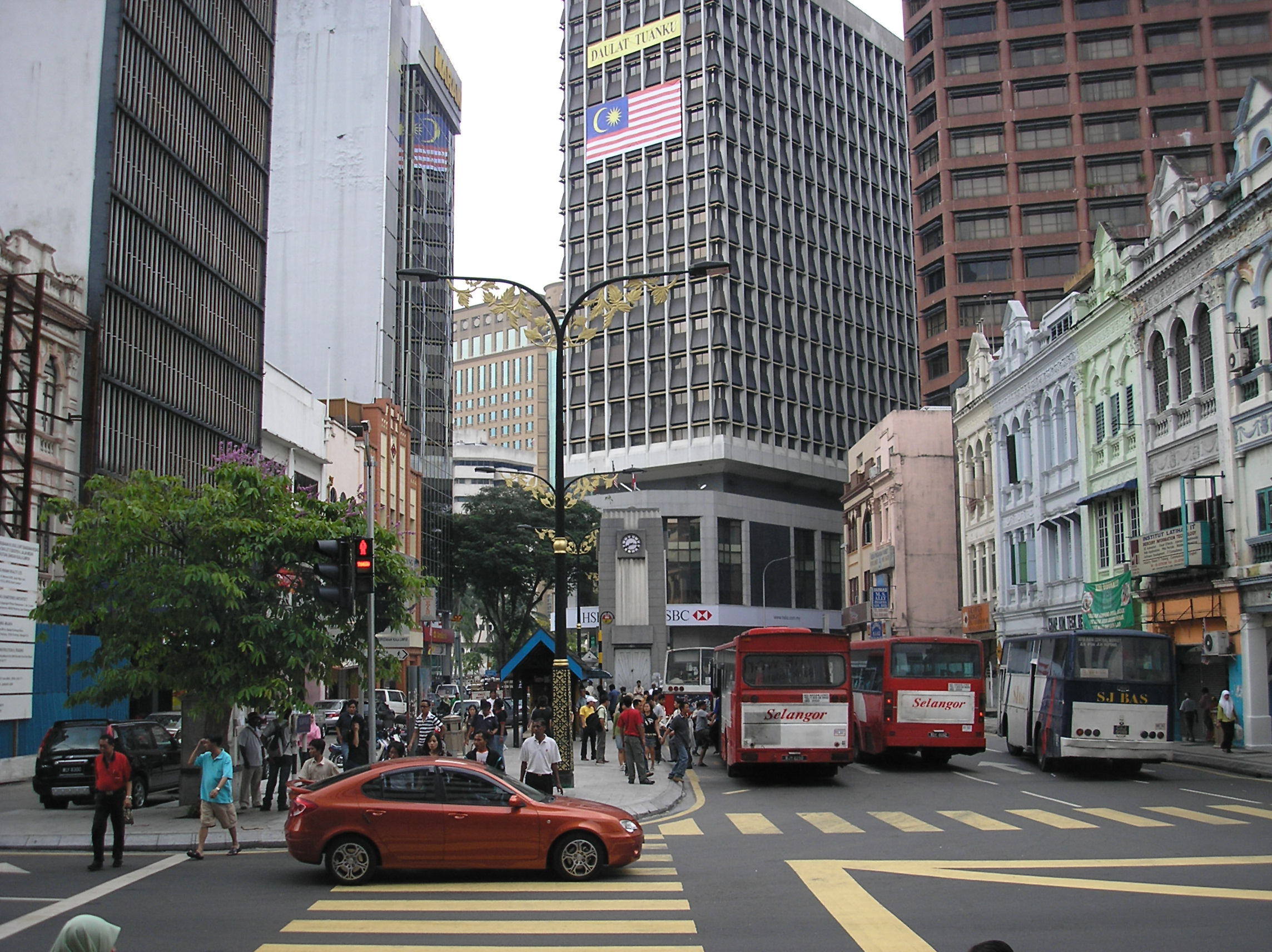
美化前的巴刹广场，這裡曾为吉隆坡重要的巴士终站
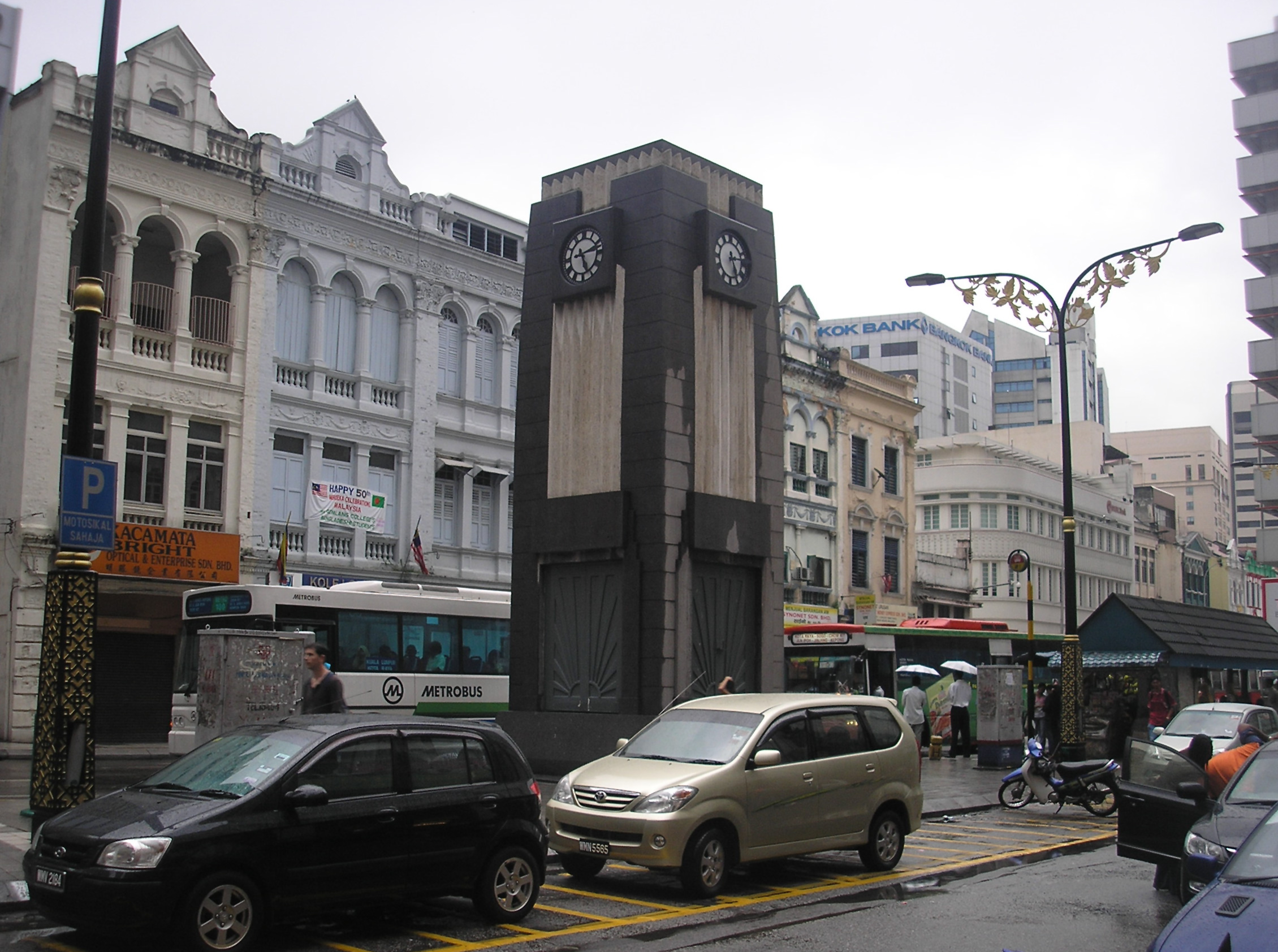
2013年，美化前的鐘樓
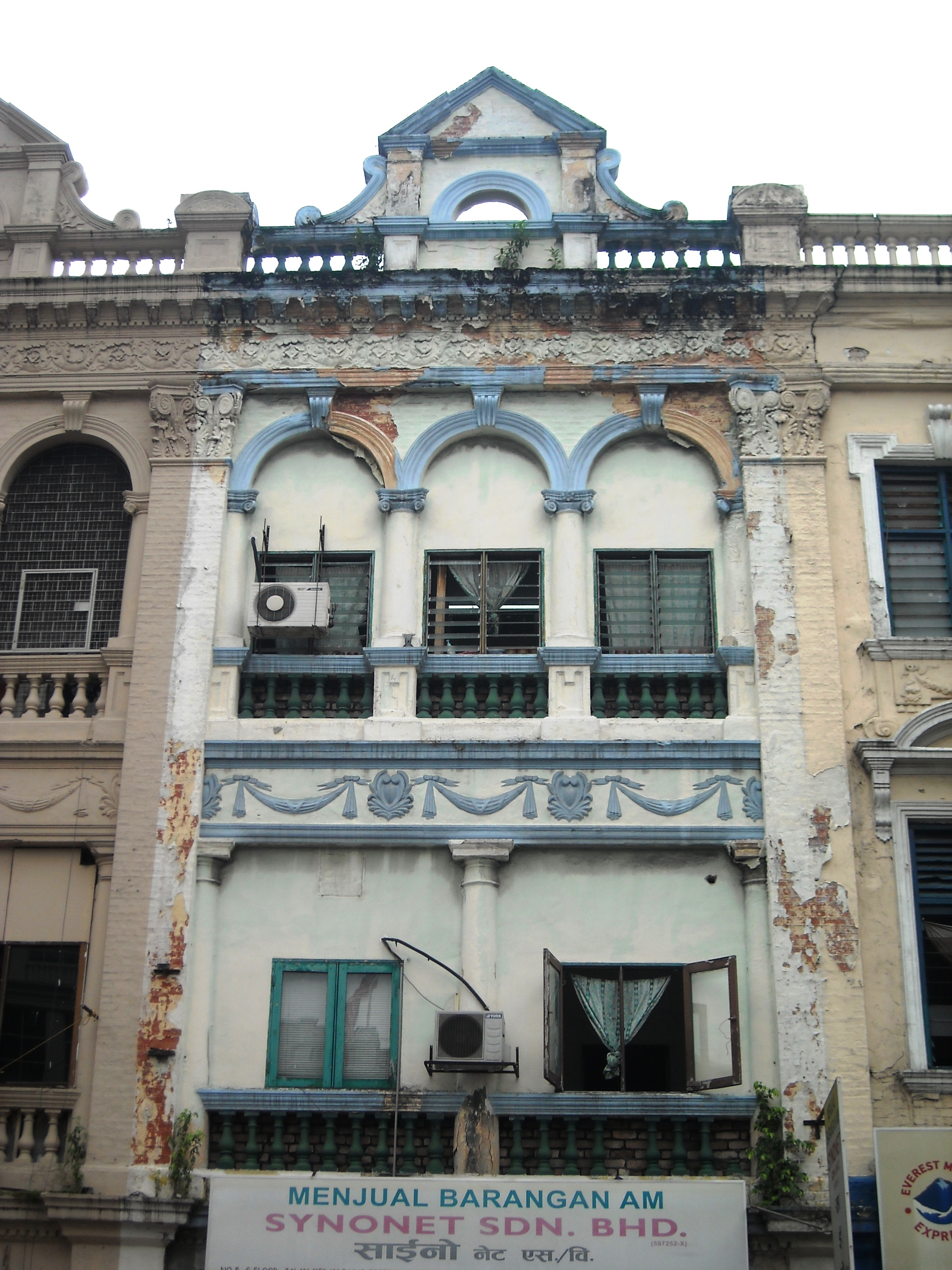
2013年，兩旁美化前的建築
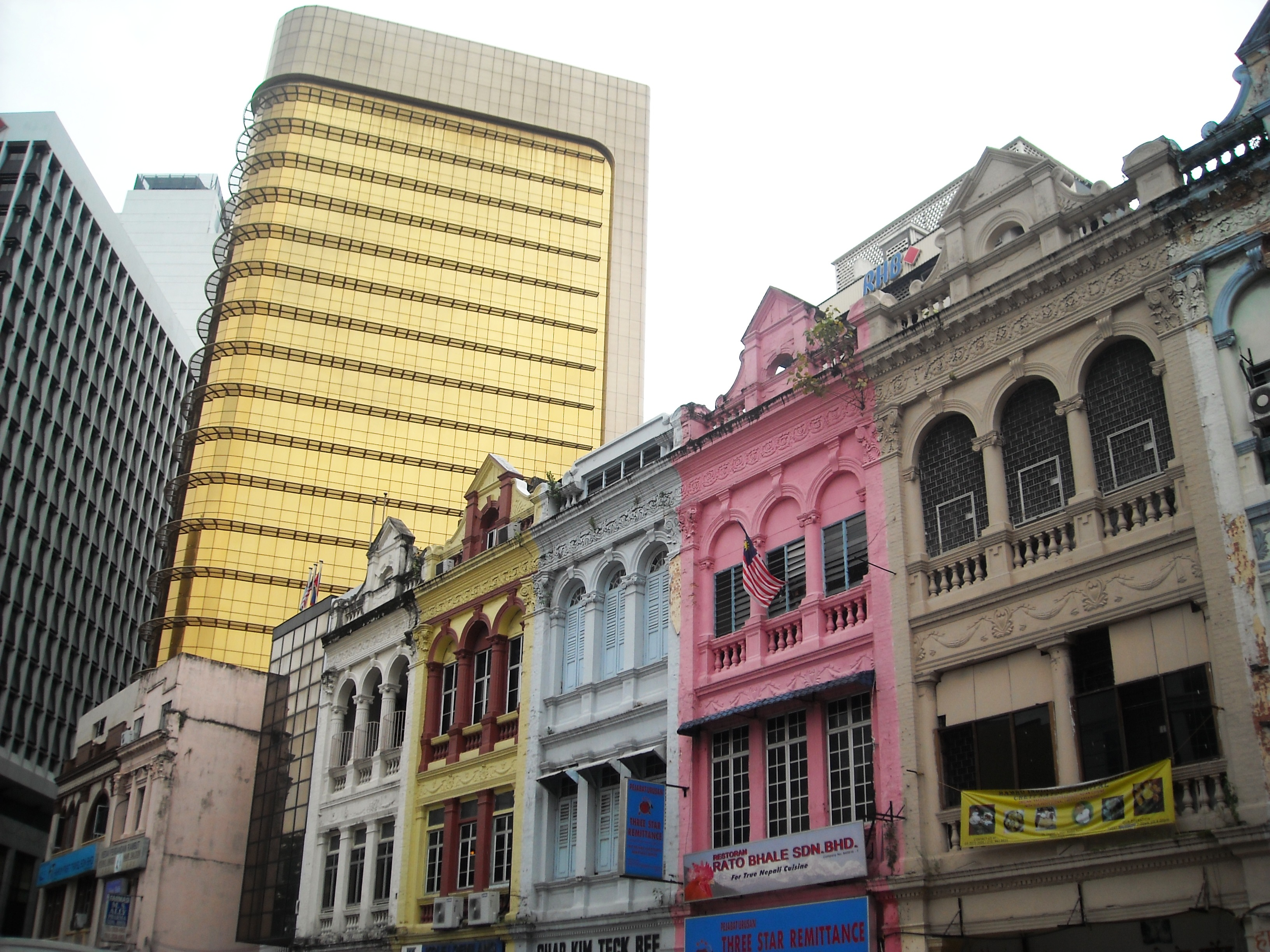
兩旁的建築多為現代主義建築
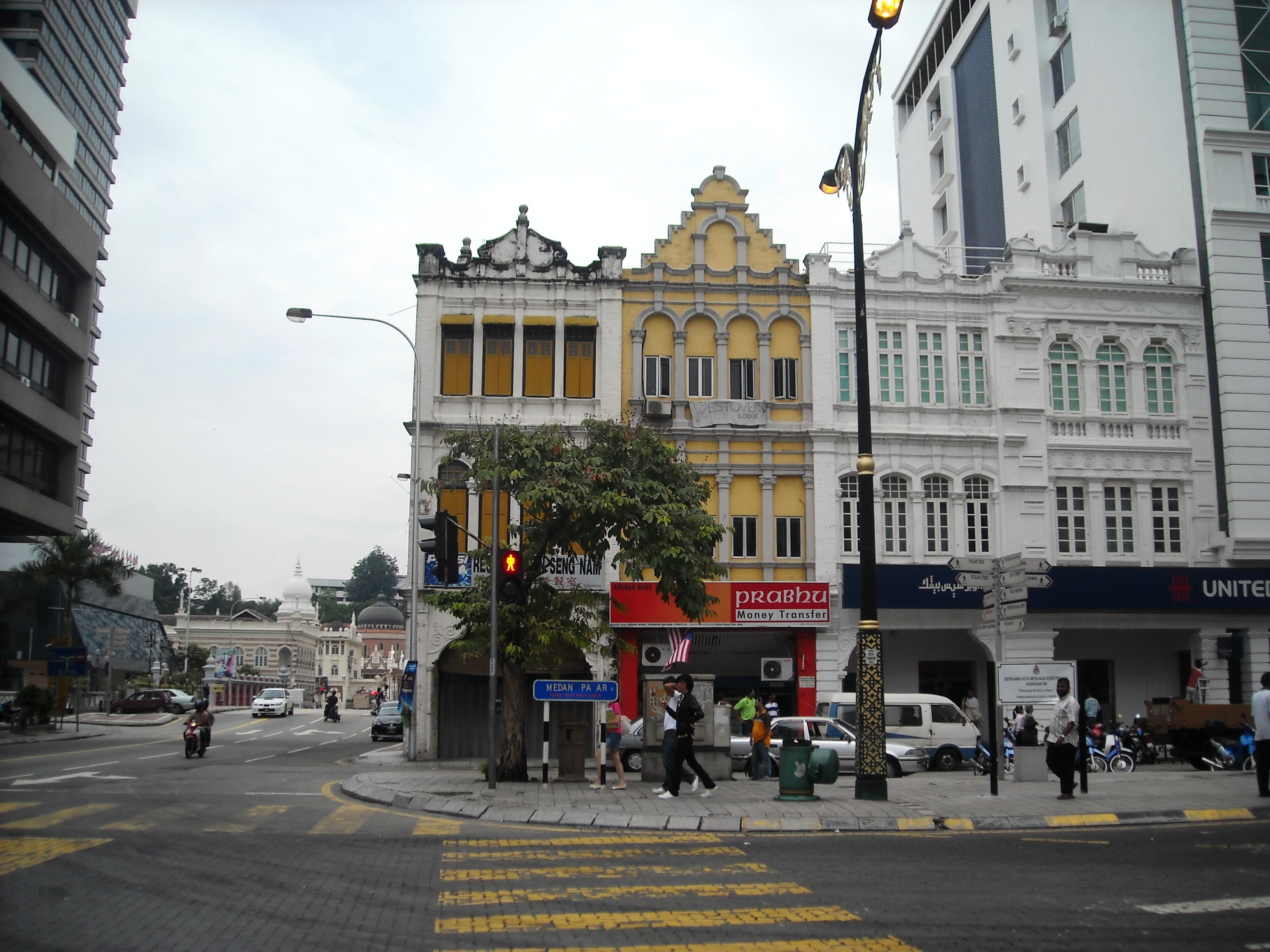
因市中心華人人口外移，目前原本在此經營的華人雜貨店、餐廳，已轉租給當地的外籍移工經營
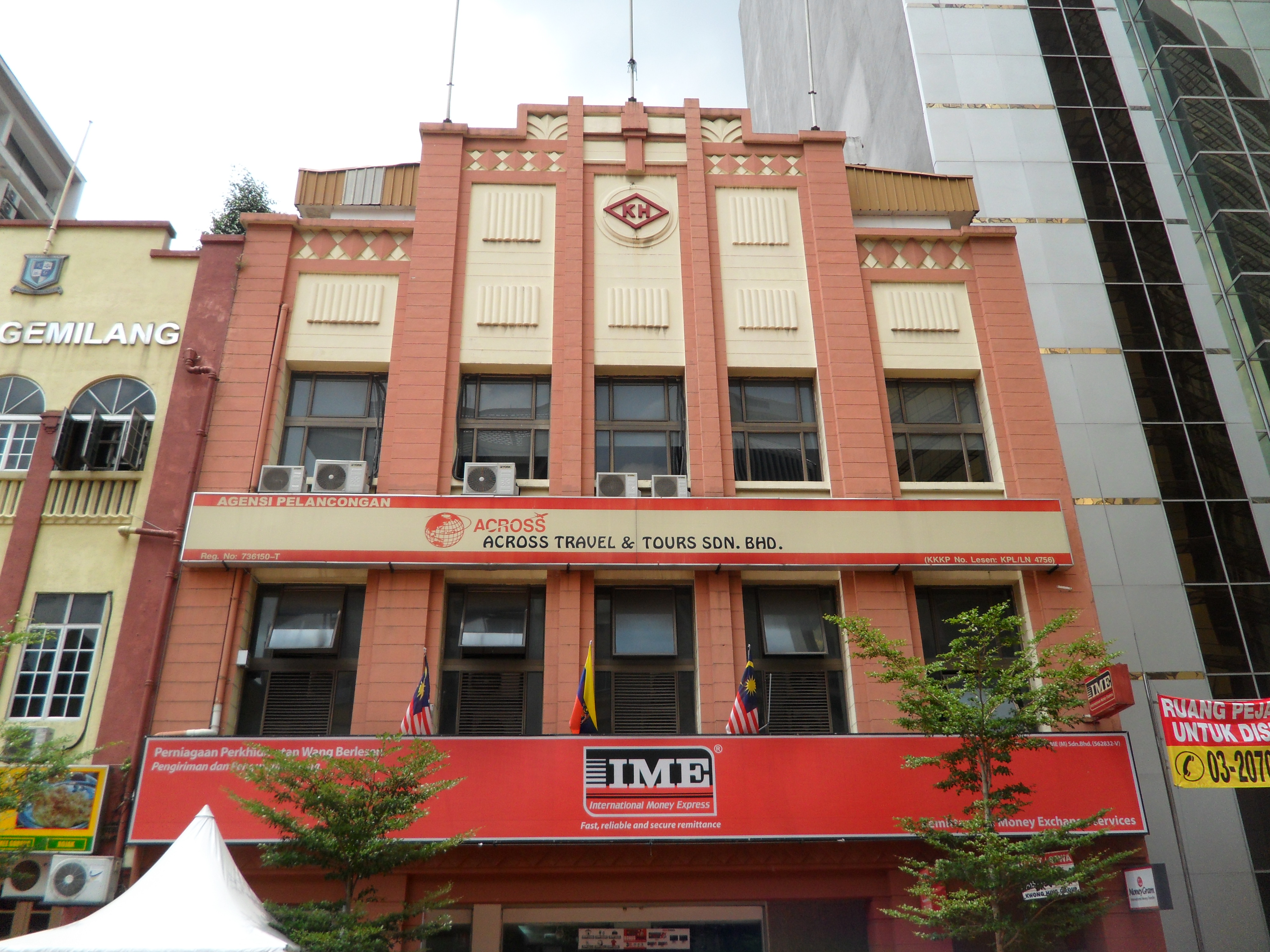
兩旁的店家多為外籍移工經營的轉匯店、雜貨行